# .zr
.zr war die länderspezifische Top-Level-Domain (ccTLD) der Republik Zaire. 
Kurz nachdem sie 1996 eingeführt worden war, benannte sich der Staat in Demokratische Republik Kongo um, dem die neue Top-Level-Domain .cd zugewiesen wurde. Daraufhin wurde die alte Top-Level-Domain .zr geleert und schließlich 2001 gelöscht.